# ويليام باتون
ويليام باتون (بالإنجليزية: William Patton)‏ هو قس أمريكي، ولد في 23 أغسطس 1798 في نيو هيفن في الولايات المتحدة، وتوفي في 9 سبتمبر 1879 في فيلادلفيا في الولايات المتحدة.